# Socoleni, Anenii Noi
Socoleni este o localitate din componența orașului Anenii Noi din raionul Anenii Noi, Republica Moldova.

## Demografie

### Structura etnică
Conform recensământului din 2004, populația numără 514 de oameni, dintre care 249 bărbați și 265 femei. Repartizarea naționalităților este următoarea:
| Grup etnic                    | Populație | % Procentaj |
| ----------------------------- | --------- | ----------- |
| Băștinași declarați Moldoveni | 358       | 69,65%      |
| Ucraineni                     | 72        | 14,01%      |
| Ruși                          | 72        | 14,01%      |
| Bulgari                       | 4         | 0,78%       |
| Găgăuzi                       | 3         | 0,58%       |
| Alții                         | 5         | 0,97%       |
| Total                         | 514       |             |